# Camillo Felgen
Camillo Felgen, född 17 november 1920 i Tétange som Camillo Jean Nicolas Felgen, död 16 juli 2005 i Esch-sur-Alzette, var en luxemburgsk sångare samt radio- och televisionsprogramledare.
Felgen deltog i Eurovision Song Contest 1960 med låten "Sou laang wéi s du do bass", skriven av Henri Moots och Jean Roderes. Låten slutade på trettonde plats och fick endast en poäng. Låten framfördes på luxemburgiska. Han deltog år 1962 i samma tävling med låten "Petit Bonhomme" (Liten pojke), en låt på franska som skrevs av Maurice Vidalin och Jacques Datin. Denna gång slutade han på tredje plats med elva poäng.
Han har också översatt de två Beatles-sångerna "She Loves You" och "I Want To Hold Your Hand" till tyska.